# Tessaromma sordida
Tessaromma sordida är en skalbaggsart som beskrevs av Mckeown 1940. Tessaromma sordida ingår i släktet Tessaromma och familjen långhorningar. Inga underarter finns listade i Catalogue of Life.